# گوانومسان
گوانومسان (به لاتین: Gwaneumsan) یک کوه در کره جنوبی است که در کره جنوبی واقع شده‌است. گوانومسان ۷۳۳ متر بالاتر از سطح دریا واقع شده‌است.